# Ceratophallus kisumiensis
Ceratophallus kisumiensis е вид коремоного от семейство Planorbidae.

## Разпространение
Видът е разпространен в Кения, Танзания и Уганда.